# Parastrangalis joanivivesi
Parastrangalis joanivivesi là một loài bọ cánh cứng trong họ Cerambycidae.